# Saša Balić
Saša Balić, czarnog. cyryl. Саша Балић (ur. 29 stycznia 1990 w Kotorze) – czarnogórski piłkarz występujący na pozycji obrońcy, reprezentant Czarnogóry.

## Życiorys

### Kariera klubowa
Jest wychowankiem klubu FK Bokelj. Do 2008 roku był piłkarzem OFK Beograd. W lipcu 2008 odszedł do Grbalj Radanovići. W listopadzie 2009 przeniósł się do chorwackiego Interu Zaprešić, gdzie grał dwa lata. Podczas przerwy zimowej 2011/12 wyjechał do Ukrainy, gdzie podpisał 4-letni kontrakt z Krywbasem Krzywy Róg, w którym występował do końca sezonu 2012/13. 31 sierpnia 2013 podpisał 2-letni kontrakt z Metałurhiem Zaporoże. Po zakończeniu sezonu 2014/15 opuścił zaporoski klub. W 2015 został zawodnikiem ASA Târgu Mureș. W latach 2016–2017 grał w bośniackim FK Sarajevo. 1 lipca 2017 został piłkarzem CFR 1907 Cluj, by już 27 lipca odejść do Zagłębia Lubin. Po sezonie 2021/2022 przeniósł się do Korony Kielce.

### Kariera reprezentacyjna
W reprezentacji Czarnogóry zadebiutował 25 marca 2011 w meczu z Uzbekistanem.

## Sukcesy

### Dinamo Batumi
- Mistrzostwo Gruzji: 2023